# Alberto Deodato
Alberto Deodato Maia Barreto (Maroim, 27 de dezembro de 1896 — Belo Horizonte, 16 de agosto de 1978) foi um advogado, jurista, professor universitário, jornalista, escritor e político brasileiro, deputado federal por Minas Gerais.

## Biografia
Natural de Sergipe, filho de José Caetano Barreto e de Inês Maia Barreto, tinha na família vários políticos como o tio Deodato da Silva Maia, e os primos Leandro Maynard Maciel e Leandro Ribeiro de Siqueira Maciel.
Fez o curso primário no Colégio dos Irmãos Maristas em Salvador (Bahia), o secundário no Colégio Pedro II do Rio de Janeiro onde também veio a se formar na Faculdade de Ciências Jurídicas e Sociais, no ano de 1919; ingressou a seguir no Ministério Público, atuando na comarca de Capela no estado natal, até que veio a se transferir para Belo Horizonte onde foi oficial de gabinete do secretário de agricultura do governo Raul Soares de Moura, entre 1922 a 1924.
Foi professor da Faculdade de Direito de Minas Gerais. Quando sobreveio a redemocratização do país em 1946, foi eleito deputado federal por Minas Gerais, tornando-se um  dos principais líderes da União Democrática Nacional. Foi um dos signatários do Manifesto dos Mineiros.
Foi o 15º Presidente do Rotary Club de Belo Horizonte, na gestão 1942/43.

## Obras
- Manual de Ciências das Finanças
- Nos tempos do João Goulart
- Políticos e Outros Bichos Domésticos